# ارکین قدیرلی
ارکین قدیرلی (ترکی آذربایجانی: Erkin Toğrul oğlu Qədirli؛ زادهٔ ۱۳ مهٔ ۱۹۷۲) وکیل، سیاستمدار اهل جمهوری آذربایجان است.